# Taylor Lewan
Taylor Curtis Lewan  (* 22. Juli 1991 in Scottsdale, Arizona) ist ein ehemaliger US-amerikanischer American-Football-Spieler in der National Football League (NFL). Er spielte von 2014 bis 2022 für die Tennessee Titans als Offensive Tackle.

## College
Lewan besuchte die University of Michigan und spielte für deren Mannschaft, die Wolverines, erfolgreich College Football. Er bestritt insgesamt 50 Spiele und wurde dafür in diverse Auswahl-Teams berufen.

## NFL
Im NFL Draft 2014 wurde er in der ersten Runde als insgesamt 11. von den Tennessee Titans ausgewählt und erhielt einen Vierjahresvertrag über 11,5 Millionen US-Dollar. In seiner Rookie-Saison kam er in 11 Partien zum Einsatz, sechsmal davon als Starter. In den beiden folgenden Spielzeiten wurde er zum unverzichtbaren Teil der Offensive Line der Titans. Für seine konstant guten Leistungen wurde er 2016 erstmals in den Pro Bowl berufen, wie auch in den folgenden beiden Jahren. Seine Wichtigkeit für das Team schlug sich auch finanziell nieder. 2018 erhielt er einen neuen Fünfjahresvertrag in der Höhe von 80 Millionen US-Dollar, 50 davon garantiert, wodurch er zum bestbezahlten Offensive Lineman in der Geschichte der Liga wurde.
2019 wurde Lewan wegen eines Dopingverstoßes für vier Spiele gesperrt.
Verletzungsbedingt war für Lewan die Spielzeit 2020 bereits nach 6 Spielen zu Ende.
Am 22. Februar 2023 wurde Lewan nach neun Jahren von den Titans entlassen, nachdem er in den vorigen drei Spielzeiten verletzungsbedingt lediglich 20 Partien hatte bestreiten können.